# Auxo
Auxo is een van de drie Horae ('seizoenen') uit de Griekse mythologie. Ze was een dochter van Zeus en Themis. Ze personifieerde de zomer.
Haar zusters zijn Carpo (of Dike) en Thallo.